# أشياء لا توصف: الجنس والأكاذيب والثورة (كتاب)
أشياء لا تُوصف: الجنس والأكاذيب والثورة كتاب من تأليف الصحفية البريطانية والمؤلفة والناشطة السياسية لوري بيني.

## خلفية
ينتقد هذا الكتاب النيوليبرالية والرأسمالية وسرد للسياسات الجنسانية والتقشف المالي. كما تكتب (بيني) عن صراعاتها الخاصة مع اضطراب الأكل، ومسيرتها المهنية في مجال الصحافة والتجارب في مجال النشاطات والعمليات السرية البريطانية.
بالإضافة إلى ذلك، يناقش الكتاب كراهيةَ النساء والتنظيم السياسي على الإنترنت، والاحتجاج، والفقر، والعداء النسوي تجاه العاملات في مجال الجنس، والحرية الجنسية، وفشل حركة الاحتلال.

## الاستقبال
في «الغارديان»، أشادت الصحفية (غابي هينسليف) بأسلوب الكتابة، وكتبت ملاحظات على ذلك: «لكل تناقضاتها وتعميماتها الكثيفة بشكل مثير للشفقة، فهي عندما تكون على صواب فهي على حقًا على صواب وتجد نفسك تومئ أكثر من اللازم لتجاهله: عندما تستكشف هوس وسائل الإعلام بالفتيات البيض اللائي مارسن الجنس، والدمى المحطمة الجميلة، غير القادرة على التعامل مع الحرية والفرص التي ورِثنها».
في صحيفة «الأندبندنت»، تم للكتاب مراجعة نقدية عن طريق ديزي وايات (Daisy Wyatt).
وانتقدت ديزي وايات الكتاب لكونه «استفزازي»، و«دراماتيكي» وأدانت (بيني) لادخالها الكثير من المعلومات الشخصية: مثل الكتابة عن ضبطها لاستمناء، وفقدان عذريتها، وهناك قسمٌ في الكتابِ الذي تذكر فيه (بيني) «أنها مارست الجنس مع العديد من النشطاء الذكور، وبعض النساء -وفي بعض الأحيان- مع كليهما في نفس الوقت.
ووفقًا لـــ وايات: فإن «التحولات بين القطع في الكتاب من حياتها الشخصية والجدل حول الخضوع الجنسي غالباً ما تكون مفاجئة للغاية.. بعد مرور عميق حول خصوبة المرأة التي لا يزال يُنظر إليه على أنه خطيئة ضد قوى السوق، قطعنا مباشرةً إلى دخولِ أول مذكرات شخص حول مغازلة مع مؤيد كاثوليكي في مظاهرة في دبلن».
وكتبت (وايات) أيضًا «أنه بالنسبة لجميع لقاءات (بيني) المتعددة مع الجنس الذكري، فإن الرجال يتعرضون باستمرار للإهانة والنقد ويُلقى اللوم عليهم في جميع أنحاء الكتاب، مع كتابة (بيني) أن الرجال «مشروطون اجتماعيًا بالتصرف مثل الأوغاد».
تلقى الكتاب اهتمامًا من وسائل الإعلام في أستراليا وأيرلندا والولايات المتحدة وأماكن أخرى.
تم إدراج الكتاب في القائمة القصيرة لجائزة كارنيشن الخضراء لعام (2014).